# ABBA – The Albums
ABBA – The Albums je set svih studijskih albuma švedskog sastava ABBA, a sastoji se od devet CD-ova.

## Popis pjesama
- CD 1

Ring Ring (1973.)
- CD 2

Waterloo (1974.)
- CD 3

ABBA (1975.)
- CD 4

Arrival (1976.)
- CD 5

ABBA – The Album (1977.)
- CD 6

Voulez-Vous (1979.)
- CD 7

Super Trouper (1980.)
- CD 8

The Visitors (1981.)
- CD 9

1. "Merry-Go-Round"
2. "Santa Rosa"
3. "Ring, Ring (Bara Du Slog En Signal)"
4. "Waterloo" (švedska verzija)
5. "Fernando"
6. "Crazy World"
7. "Happy Hawaii"
8. "Summer Night City"
9. "Medley: Pick A Bale Of Cotton/On Top Of Old Smokey/Midnight Special"
10. "Lovelight"
11. "Gimme! Gimme! Gimme! (A Man After Midnight)"
12. "Elaine"
13. "Should I Laugh Or Cry"
14. "You Owe Me One"
15. "Cassandra"
16. "Under Attack"
17. "The Day Before You Came"